# Accident de la navette spatiale Challenger
Cet article concerne l'accident de la navette spatiale Challenger. Pour la navette spatiale elle-même, voir Challenger. Pour la mission et l'équipage de cette navette, voir STS-51-L.
L’accident de la navette spatiale américaine Challenger est un accident astronautique qui eut lieu le 28 janvier 1986 et qui se traduisit par la désintégration de la navette spatiale de la NASA Challenger, 73 secondes après son décollage, et la mort des sept astronautes de l'équipage de la mission STS-51-L, deux femmes et cinq hommes : Christa McAuliffe, Judith Resnik, Gregory Jarvis, Ronald McNair, Ellison Onizuka, Francis Scobee et Michael Smith.
Les dirigeants de la NASA savaient que la conception du propulseur d'appoint à poudre par la société Morton Thiokol présentait depuis 1977 une faille potentiellement catastrophique dans la résistance des joints toriques. Ceux-ci épousent toute la circonférence de chaque segment. Il y a deux joints toriques par segment, chacun mesurant un demi-centimètre de diamètre et 12 mètres de long. 
Les dirigeants n'ont pas été davantage attentifs aux avertissements des ingénieurs sur les dangers de lancer la navette un jour aussi froid, et n'avaient pas remonté de manière adéquate ces problèmes techniques à leurs supérieurs.
Les joints toriques d’un demi-centimètre de diamètre avaient souffert de conditions climatiques particulièrement froides au cours de la nuit précédant le tir. Les joints en question, développés par la compagnie américaine Morton Thiokol, située au nord des États-Unis, n'avaient pas été testés en conditions de grand froid. Les concepteurs considéraient que la Floride, lieu prévu du tir, bénéficiait d'un climat toujours ensoleillé. Toutefois, l'anticyclone froid venant d'Arctique et généralisé sur l'Est des États-Unis, s'est étendu à la Floride dans la nuit du 27 janvier. La température est descendue à l'aube à environ −5 °C (22 °F). Cette exposition au froid a fortement fragilisé les joints.  
La défaillance d'un des joints toriques du propulseur d'appoint à poudre droit — adjacent au réservoir externe de la navette —  provoqua un départ de flammes. En quelques secondes, le feu endommagea le réservoir principal rempli d'hydrogène ; la structure céda sous la chaleur ; le dôme inférieur du réservoir se sépara et les forces aérodynamiques dévièrent la trajectoire de la navette en entraînant sa destruction. 
De nombreux spectateurs, dont des écoliers, assistaient en direct au lancement de la navette, du fait de la présence dans l'équipe d'astronautes de Christa McAuliffe, institutrice et civile choisie par le projet « Teacher in Space ». La couverture médiatique de l'évènement fut considérable. Cette catastrophe suscita ensuite de nombreux débats quant à la sécurité technologique et aux prises de décision, et inspira une adaptation à la télévision en 1990.
Le poste d'équipage et de nombreux fragments de la navette furent retrouvés au fond de l'océan, lors des opérations de recherche menées au cours des mois suivants.
Cet accident a entraîné une interruption de 32 mois du programme de la navette et la formation de la Commission Rogers pour enquêter sur l'accident. Celle-ci a constaté que la culture d'entreprise de la National Aeronautics and Space Administration (NASA) et les processus de décision avaient été l'un des principaux facteurs ayant conduit à l'accident. La Commission Rogers fit neuf recommandations à mettre en œuvre avant la reprise des vols.
Avec l'accident de la navette spatiale Columbia durant la phase de rentrée atmosphérique de la mission STS-107 le 1er février 2003, cet accident est l'un des plus marquants de la conquête spatiale américaine.

## STS-51-L,25emissionde la navette spatiale
|  |  |

## Reports du lancement
La navette spatiale Challenger était à l'origine prévue pour être lancée du centre spatial Kennedy (KSC) de Floride le 22 janvier 1986 à 14 h 43 HNE. Toutefois, les retards liés à la précédente mission STS-61-C repoussèrent le décollage au 23 janvier, puis au 24. Le lancement fut encore reporté au 25 janvier à cause des mauvaises conditions météorologiques sur le site du Transoceanic Abort Landing (TAL) de Dakar. Ce site étant la solution de repli principale lorsque la navette ne peut revenir au point de lancement. La NASA décida de se replier sur le site de Casablanca comme nouveau site de TAL, mais cette piste n'étant pas équipée pour un atterrissage de nuit, le lancement dut être différé au matin (heure de Floride). Des prévisions météorologiques mauvaises au centre spatial Kennedy provoquèrent un nouveau report du lancement au 27 janvier à 9 h 37 HNE. Selon le livre de Malcolm McConnell, Challenger : A Major Malfunction, la NASA aurait normalement lancé la navette avec la prévision de 50 % de chance de pluie.[précision nécessaire]

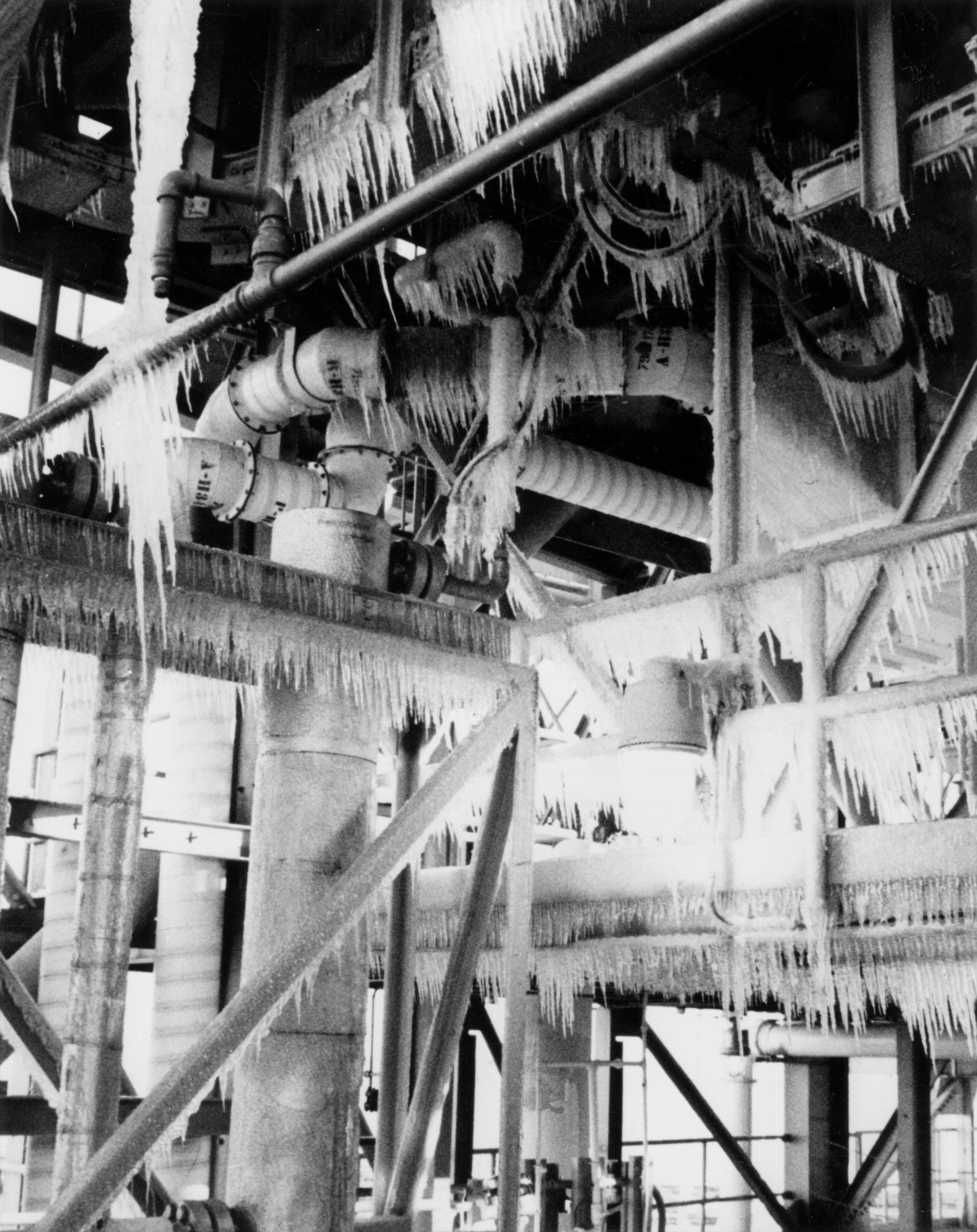
Givre sur une tour de l'aire de lancement le matin du décollage de Challenger.

Le lendemain, le décollage fut retardé par des problèmes concernant la trappe d'accès extérieur : d'abord, l'un des indicateurs de la fermeture complète de la trappe fonctionnait mal, puis, un boulon détérioré empêcha l'équipage de retirer une protection de la trappe de la navette. Lorsque le boulon fut finalement scié, le vent de travers à la piste d'atterrissage de secours excédait la limite autorisée pour un Return to Launch Site (RTLS), c'est-à-dire un retour au point de lancement. L'équipage attendit que le vent se calme, mais le délai de la fenêtre de lancement fut finalement dépassé, imposant encore un autre report du lancement.
Les prévisions pour le 28 janvier avaient annoncé une matinée exceptionnellement froide, avec des températures proches de −0,5 °C (31 °F), la température minimale autorisée pour un décollage. Les basses températures suscitèrent l'inquiétude des ingénieurs de Morton Thiokol et du fournisseur chargé de la construction et de la maintenance du propulseur d'appoint à poudre de la navette spatiale américaine (SRB). Lors d'une téléconférence qui se tint dans la soirée du 27 janvier, des ingénieurs et des cadres de Thiokol discutèrent des conditions météorologiques avec des responsables de la NASA au centre spatial Kennedy et du centre de vol spatial Marshall. Plusieurs ingénieurs, dont notamment Roger Boisjoly, avaient exprimé précédemment des préoccupations similaires quant à l'effet de la température sur la résistance des joints toriques en caoutchouc qui permettaient d'assurer l'étanchéité des segments du SRB. Ils firent valoir que si les joints toriques étaient plus froids qu'environ 11,7 °C (53 °F), il n'y avait pas de garantie qu'ils soient véritablement hermétiques. C'était une considération importante, car les joints toriques avaient été repérés comme des composants d'un niveau « critique 1 » ; ce qui voulait dire que s'ils ne fonctionnaient pas de manière optimale, cela menacerait la navette et son équipage. Ils firent également valoir que les faibles températures de la nuit se traduisaient presque certainement par des températures au-dessous de la limite de 4,4 °C (40 °F) fixée pour les SRB. Cependant, ces remarques furent rejetées par les responsables de Thiokol qui recommandèrent que le lancement soit exécuté comme prévu. À ce titre, ces ingénieurs et notamment Roger Boisjoly sont considérés comme lanceurs d'alerte,.
En raison de la température très basse, une importante quantité de glace s'accumula sur les structures de l'aire de lancement, notamment la tour de service jouxtant la navette. L'équipe chargée de la surveillance de la glace au centre spatial Kennedy pointa par inadvertance une caméra thermique sur le joint du SRB droit et trouva une température de seulement −13 °C (8 °F). C'était la conséquence de l'air frais soufflant sur le joint à partir du conduit de la citerne d'oxygène liquide. Cela était bien en dessous de la température de l'air et bien en deçà des spécifications de conception pour les joints toriques, mais cette information ne fut jamais communiquée aux responsables.
Les ingénieurs de Rockwell International, le manufacturier principal de la navette, avaient toujours exprimé des inquiétudes même sans être au courant du joint très froid. Ils avaient prévenu que la glace pouvait être ébranlée au cours du lancement et tomber sur la navette, peut-être à cause de l'aspiration provoquée par le jet des gaz d'échappement des SRB. Bien que Rockwell vît cette situation comme un empêchement au décollage de la navette, les responsables de Rockwell au Cap Kennedy firent part de leurs préoccupations d'une manière qui conduisit le responsable de la mission basée à Houston Arnold Aldrich à ne pas annuler le lancement. Aldrich décida de reporter d'une heure le lancement de la navette afin que l'équipe chargée de la surveillance de la glace ait le temps d'effectuer une nouvelle inspection après avoir tenté dans la nuit d'enlever cette glace. Après cette dernière inspection, au cours de laquelle la glace avait semblé fondre, Challenger fut finalement autorisé à décoller à 11 h 38 HNE.

## Lancement et processus de l'accident

### Décollage et ascension initiale
Le récit de l'accident suivant résulte de la télémesure en temps réel et des données et des analyses photographiques, ainsi que des transcriptions des communications air-sol et du centre de contrôle de mission. Tous les temps sont donnés en secondes après le lancement et correspondent aux « time codes » de la télémesure des instruments.

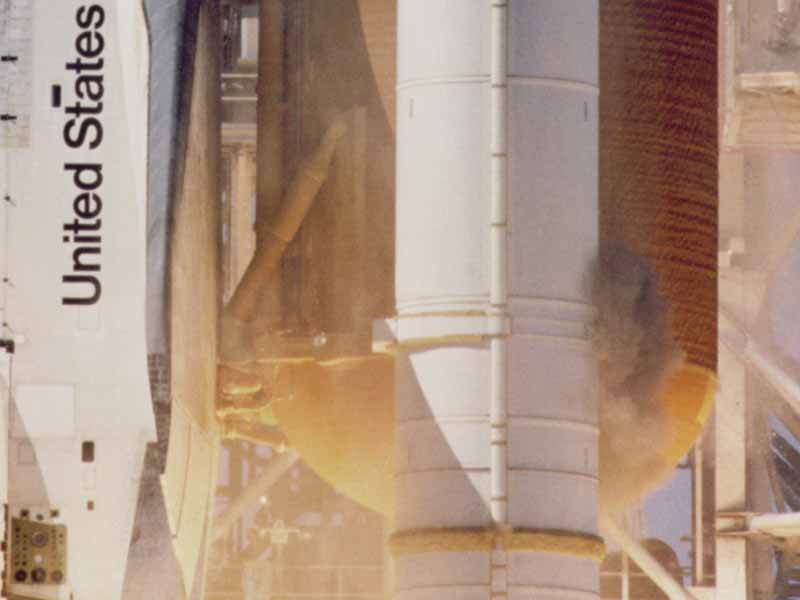
Un panache de fumée grise est visible sur le SRB droit au décollage.

Six secondes et six dixièmes avant le décollage, les trois principaux moteurs de la navette spatiale (SSME) sont mis en marche. Jusqu'au décollage, les SSME peuvent être arrêtés en toute sécurité et le lancement peut être avorté si nécessaire. Au décollage (t = 0, soit 11:38:00.010 EST), les trois SSME étaient à 100 % de leur performance, et montaient à 104 % sous contrôle de l'ordinateur de bord. À ce moment, les deux propulseurs d'appoint à poudre (SRB) avaient été allumés et les attaches les maintenant au sol ont été libérées grâce à de l'explosif, libérant le véhicule de l'aire de lancement. Lors du premier mouvement vertical du véhicule, le bras à hydrogène gazeux se rétracta depuis le réservoir externe, mais sans pouvoir se replier complètement. Les films tournés par les caméras de l'aire de lancement ont montré que le bras n'a pas touché le véhicule, et donc il a été exclu comme facteur contribuant à l'accident. L'inspection post-lancement de la plate-forme a aussi révélé que des ressorts des attaches au sol étaient absents, mais là encore, ceci a été écarté comme cause possible de l'accident.
L'examen ultérieur des films a montré qu'à t + 0,678, un panache de fumée sombre se dégageait du bas SRB droit, qui relie un propulseur d'appoint à poudre au réservoir externe : la dernière bouffée de fumée s'est produite à environ t + 2,733 ; la dernière vision de cette fumée eut lieu à t + 3,375. Il a été déterminé que ces bouffées de fumée ont été provoquées par l'ouverture et la fermeture du joint de la partie arrière du SRB droit. L'enveloppe extérieure présentait des signes de cloquage en raison des sollicitations de la mise en route. À la suite de ce ballonnement, les parties métalliques de la carcasse endommagée formèrent une brèche à travers laquelle des gaz chauds - plus de 2 760 °C - se sont échappés. Le premier joint torique a été conçu pour pallier cette déficience, mais il faisait trop froid pour qu'il joue son rôle dans le délai prévu. De son côté, le joint torique secondaire n'était pas dans sa position normale en raison de la déformation du métal. Il n'y eut donc aucune barrière aux gaz, et les deux joints toriques ont été détruits dans un arc de 70 degrés. Cependant, l'alumine brûlée du propergol solide obstrua la brèche, remplaçant provisoirement le joint torique, au moins tant qu'aucune flamme ne survenait.
Quand le véhicule quitta la tour, le SSME fonctionnait à 104 % de sa puissance maximale nominale, et le contrôle fut transmis du centre de contrôle du décollage (LCC) du centre spatial Kennedy au centre de contrôle de mission (MCC) de Houston au Texas. Pour éviter que les forces aérodynamiques ne séparent la navette des moteurs, à t + 28 les SSME ont commencé à décélérer pour limiter la vitesse de la navette dans la dense basse atmosphère. À t + 35,379, les SSME furent en dessous des 65 % prévus. Cinq secondes plus tard, à environ 5 800 mètres, Challenger a dépassé Mach 1. À t + 51,860, les SSME sont revenus à 104 % alors que le véhicule approchait Max Q, le moment de pression aérodynamique maximale.

### Panache de fumée puis flammes

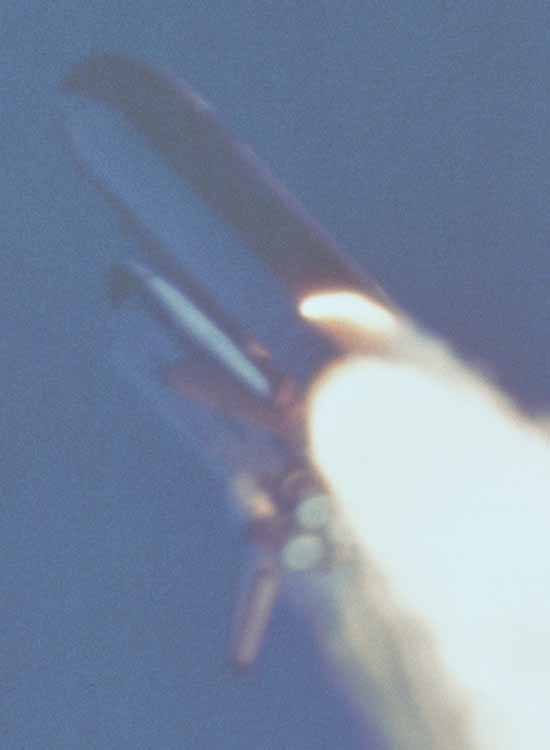
Départ de flamme sur le SRB droit.

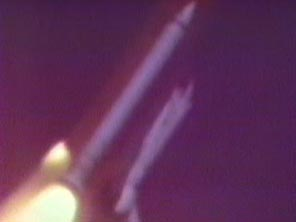
Challenger vue depuis Cocoa Beach.

Comme la navette s'approchait de « max Q », la pression devint intense en raison du cisaillement du vent.
À t + 58,788, une caméra de contrôle a enregistré un échappement de fumée à proximité du joint arrière du SRB droit, mais ce fut ignoré de l'équipage de Challenger et des techniciens à Houston. Du gaz brûlant a alors commencé à fuir par une ouverture d'un joint continuant à s'agrandir, pendant que la force du cisaillement du vent brisait le dépôt d'alumine qui avait refermé le trou en lieu et place du joint torique déficient.
Rapidement le panache de fumée est devenu considérable ; la pression interne du SRB droit a commencé à baisser à la suite de l'élargissement de l'ouverture, et à t + 60,238 il y avait des preuves visuelles de la flamme au travers du joint.
À t + 64,660, le panache de fumée a subitement changé de forme, signe d'une fuite de dihydrogène liquide (LH2), dans la partie arrière du réservoir externe. Les tuyères des moteurs principaux pivotèrent sous le contrôle de l'ordinateur de bord pour compenser le déséquilibre de la trajectoire causée par la fuite du booster. La pression dans le réservoir externe de LH2 a commencé à baisser à t + 66,764, traduisant les effets de la fuite.
À ce stade, la situation apparaissait toujours normale à la fois pour les astronautes et pour les contrôleurs de vol. À t + 68, le Capsule Communicator (CAPCOM) chargé de la communication avec l'équipage informa celui-ci qu'ils allaient « Plein gaz » et le commandant Dick Scobee a confirmé le message par « Compris, plein gaz ». Ce fut le dernier message émis par Challenger.

### Destruction de la fusée
À t + 72,284, le propulseur d'appoint à poudre droit s'est, semble-t-il, détaché du pylône de liaison au réservoir principal : une analyse des données de télémesure a montré une soudaine accélération latérale à droite, à t + 72,525, qui a pu être ressentie par l'équipage. La dernière déclaration de l'équipage enregistrée à bord fut juste une demi-seconde après cette accélération lorsque le pilote Michael J. Smith a dit : « Oh oh ». Smith a peut-être également réagi à des indications sur les performances du moteur principal ou à la baisse de pression du réservoir extérieur.
À t + 73,124, le dôme arrière du réservoir d'hydrogène s'est détaché et a été propulsé sur l'avant du réservoir d'oxygène. Au même moment, le propulseur d'appoint à poudre droit a pivoté autour du pylône avant et a percuté la structure inter-réservoir.
La destruction de la fusée a commencé à t + 73,162 secondes et à une altitude de 14,6 km. Le réservoir externe se désintégrant, Challenger a viré depuis son altitude correcte par rapport au flux d'air local, et a été immédiatement désintégrée par les forces aérodynamiques qui se sont appliquées par un facteur de charge d'environ 20 g, bien au-delà des 5 g[réf. nécessaire] que pouvait supporter la navette. Les deux propulseurs d'appoint à poudre, capables de supporter des charges aérodynamiques bien supérieures, se sont séparés du réservoir externe, et ont continué à voler pendant environ 37 secondes. L'enveloppe des propulseurs d'appoint à poudre est faite d'acier de 12,7 mm d'épaisseur, ce qui les rend largement plus solides que la navette elle-même et le réservoir externe. Ainsi, les deux propulseurs d'appoint à poudre ont survécu à la désintégration, malgré les dégâts occasionnés sur le propulseur droit par la fusion du joint.

### Réactions du contrôle au sol

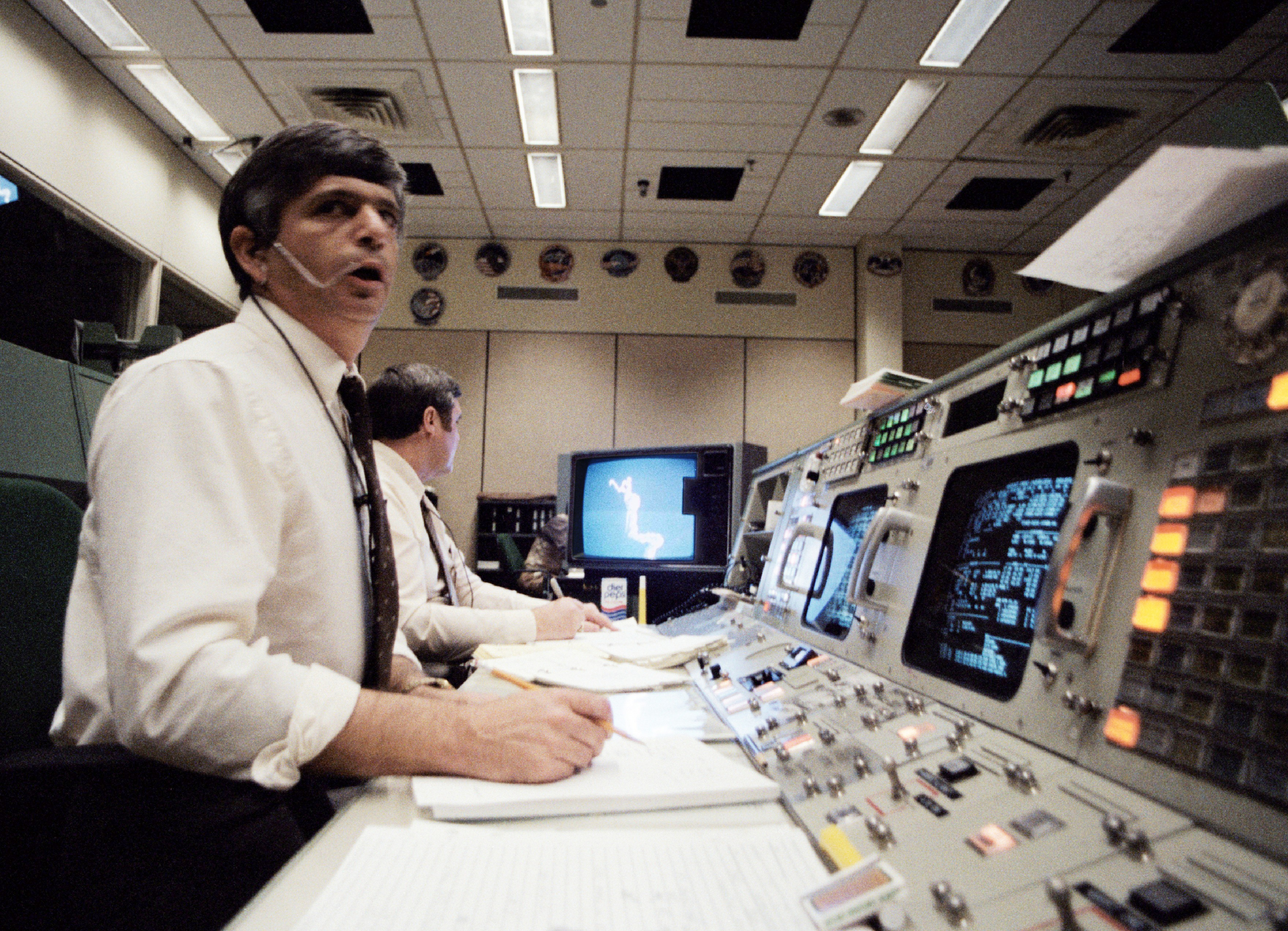
Jay Greene à son poste après la destruction de Challenger.

Les écrans de télévision ont montré un nuage de fumée et de vapeur à l'emplacement attendu de Challenger, ainsi que des débris tombant vers l'océan. À environ t + 89, le directeur de vol Jay Greene (en) demanda des informations à l'ingénieur chargé de la dynamique de vol ; celui-ci répondit que « […] le radar montre plusieurs sources distinctes », preuve supplémentaire que Challenger était disloquée en plusieurs morceaux. Le contrôleur au sol a signalé « Aucun contact. Perte de liaison au sol ». En effet, il n’y avait plus de transmission des données de la navette, radio et télémesure. Greene a ordonné à son équipe de « regarder leurs données avec soin » et de rechercher un signe de la navette.
À t + 110,250, le Range Safety Officer (en) (RSO) à Cape Canaveral Air Force Station envoya un signal radio déclenchant le système de destruction des deux boosters. Il s'agissait d'une procédure normale, l'officier jugeant la retombée libre des boosters comme une menace possible. Un même signal aurait détruit le réservoir extérieur s'il n'avait pas été déjà désintégré.
« Les contrôleurs de vols analysent soigneusement la situation » a indiqué le porte-parole Steve Nesbitt. « D'évidence, un dysfonctionnement majeur. Nous n'avons pas de liaison au sol. » Après une pause, Nesbitt précisa : « Nous avons un rapport du responsable de la dynamique de vol indiquant que le véhicule a explosé ».
Greene a mis en place les procédures d'urgence au centre de contrôle de la mission. Ces procédures comprenaient le verrouillage des portes du centre de contrôle, la coupure des communications téléphoniques avec le monde extérieur et une liste de contrôle servant à s'assurer que les données utiles ont été correctement enregistrées et préservées.

### «Explosion» apparente
Contrairement à la déclaration initiale du responsable de la dynamique de vol, la navette et le réservoir externe n'ont pas « explosé ». Plutôt, ils se sont rapidement désintégrés à cause des énormes forces aérodynamiques, puisque la navette avait passé « Max Q », la pression aérodynamique maximum. Lorsque le réservoir externe s'est désintégré, le carburant et le comburant qui y étaient stockés ont été lâchés, produisant une énorme boule ayant l'apparence du feu.
Toutefois, selon l'équipe de la NASA qui a analysé l'imagerie après l'accident, il y eut seulement des « combustions localisées » de propergol. En revanche, le nuage visible était composé principalement de la vapeur et des gaz résultant de la libération de l'oxygène liquide de la navette et de l'hydrogène liquide. Stockés dans des conditions très froides, l'hydrogène liquide ne pouvait pas s'enflammer rapidement pour déclencher une « explosion » dans le sens traditionnel d'une détonation (par opposition à une déflagration, qui fut ici le cas). S'il y avait eu une véritable explosion, toute la navette aurait été détruite instantanément, tuant l'équipage à ce moment-là. L'habitacle de la navette et les boosters, plus résistants, ont résisté à l'éclatement du véhicule de lancement, et les boosters ont ensuite explosé à distance, l'habitacle continuant sur la trajectoire : il a été observé sortant du nuage de gaz à t + 75,237. Vingt-cinq secondes après l'éclatement du véhicule, la trajectoire du compartiment de l'équipage a culminé à une altitude de 19,8 km, la rupture s'étant produite à seulement 14,6 km.

### Cause et heure des décès

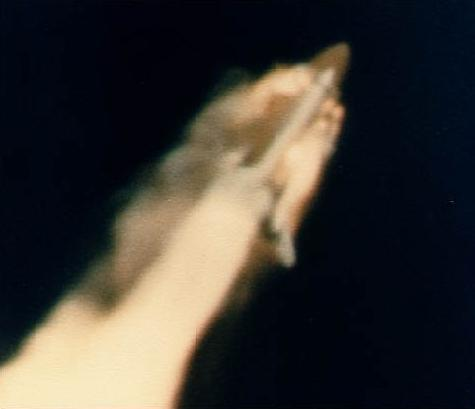
Challenger commençant à se désintégrer.

Durant la désintégration de la navette, l'habitacle — très robuste — s'est détaché d'un seul bloc et a chuté. La NASA a estimé la force de séparation à environ douze à vingt fois la force de gravité. En moins de deux secondes, ces forces étaient déjà passées en dessous de 4 g, et en moins de dix secondes la cabine était en chute libre. Ces forces étaient vraisemblablement insuffisantes pour causer des lésions sérieuses.
Les astronautes semblaient encore en vie et conscients après la séparation de la navette, car trois des quatre dispositifs PEAP du poste de pilotage avaient été activés. Les enquêteurs ont estimé, en mesurant la quantité d'air non consommé, que les PEAPs ont été utilisés durant les 2 min 45 s de vol ayant suivi l'explosion. On ne sait pas si les astronautes sont restés conscients pendant l'accident, ni si la pression s'est maintenue longtemps dans l'habitacle ; en effet, en état de dépressurisation, on ne peut rester conscient à cette altitude que pendant quelques secondes.
L'habitacle a percuté la surface de l'océan à environ 333 km/h, provoquant une décélération instantanée de plus de 200 g, bien au-delà de la résistance de la structure du cockpit et de celle d'un corps humain ; l'équipage aurait donc succombé dans tous les cas en touchant l'océan.
Le 28 juillet 1986, l'ancien astronaute et amiral Richard H. Truly, administrateur associé à la NASA pour les vols spatiaux, a publié un rapport de Joseph Kerwin, spécialiste biomédical du Lyndon B. Johnson Space Center de Houston, portant sur la mort des astronautes dans l'accident. Le Dr. Kerwin, vétéran de la mission Skylab 2, a été chargé de réaliser cette étude peu après l'accident. Selon son rapport :

« Les résultats ne sont pas concluants. L'impact de l'habitacle de l'équipage à la surface de l'océan a été si violent que des preuves de dommages survenus dans les secondes qui ont suivi l'explosion ont été masquées. Nos conclusions sont les suivantes :
- la cause de la mort des astronautes de Challenger ne peut être déterminée avec précision ;
- les forces auxquelles l'équipage a été soumis pendant l'éclatement de l'orbiteur n'étaient probablement pas suffisantes pour causer la mort ou des lésions graves ;
- l'équipage a peut-être, mais cela reste une possibilité sans assurance, perdu conscience dans les secondes suivant la rupture à cause de la perte de la pression dans le module de l'équipage »

### Absence de systèmes de survie
Pendant l'ascension, l'équipage n'a pas la possibilité de quitter la navette. Alors que des systèmes d'évacuation ont été examinés à plusieurs reprises au cours du développement de la navette spatiale américaine, la NASA a conclu que la haute fiabilité attendue de la navette permettrait d'éviter d'en avoir besoin. Des sièges éjectables inspirés par ceux du Lockheed SR-71 Blackbird et des combinaisons pressurisées ont été utilisés sur les quatre premières missions de la navette en orbite, missions qui étaient considérées comme des essais en vol, mais ils ont été supprimés pour les missions opérationnelles qui ont suivi. Un système d'évacuation pour de grands équipages a été jugé indésirable du fait d'« une utilité limitée, de la complexité technique et des coûts excessifs en dollars, poids et retards ».
Après la perte de Challenger, la question est revenue à l'ordre du jour, et la NASA a examiné plusieurs options, y compris les sièges éjectables, des fusées d'éjection ainsi qu'une évacuation par l'arrière de l'orbiteur. Toutefois, la NASA a de nouveau conclu que tous les systèmes de survie considérés seraient irréalisables en raison de la modification radicale du véhicule qui aurait été nécessaire et de la limitation de la taille des équipages. Un système a été conçu pour donner à l'équipage la possibilité de quitter la navette pendant le vol plané d'atterrissage, mais ce système n'aurait pas été utilisable dans le cas de la perte de Challenger.

## Suites immédiates
Au lendemain de la catastrophe, la NASA a été critiquée pour son manque d'ouverture à la presse. Le New York Times a noté le lendemain de la catastrophe que « ni Jay Greene (en), le directeur de vol pour l'ascension, ni aucune autre personne dans la salle de contrôle, n'a été mis à la disposition de la presse par l'agence spatiale ». En l'absence de sources dignes de foi, la presse s'est contentée de spéculations : le New York Times et United Press International publièrent des articles suggérant que le problème avec le réservoir externe avait provoqué une explosion, en dépit du fait que l'enquête interne de la NASA s'est rapidement portée sur le propulseur d'appoint à poudre,. Le journaliste William Harwood écrivit que « L'agence spatiale, enfermée dans sa politique de strict secret sur les détails de l'enquête, avait une position inhabituelle pour un organisme qui s'enorgueillit depuis longtemps de son ouverture ».

### Hommages aux victimes

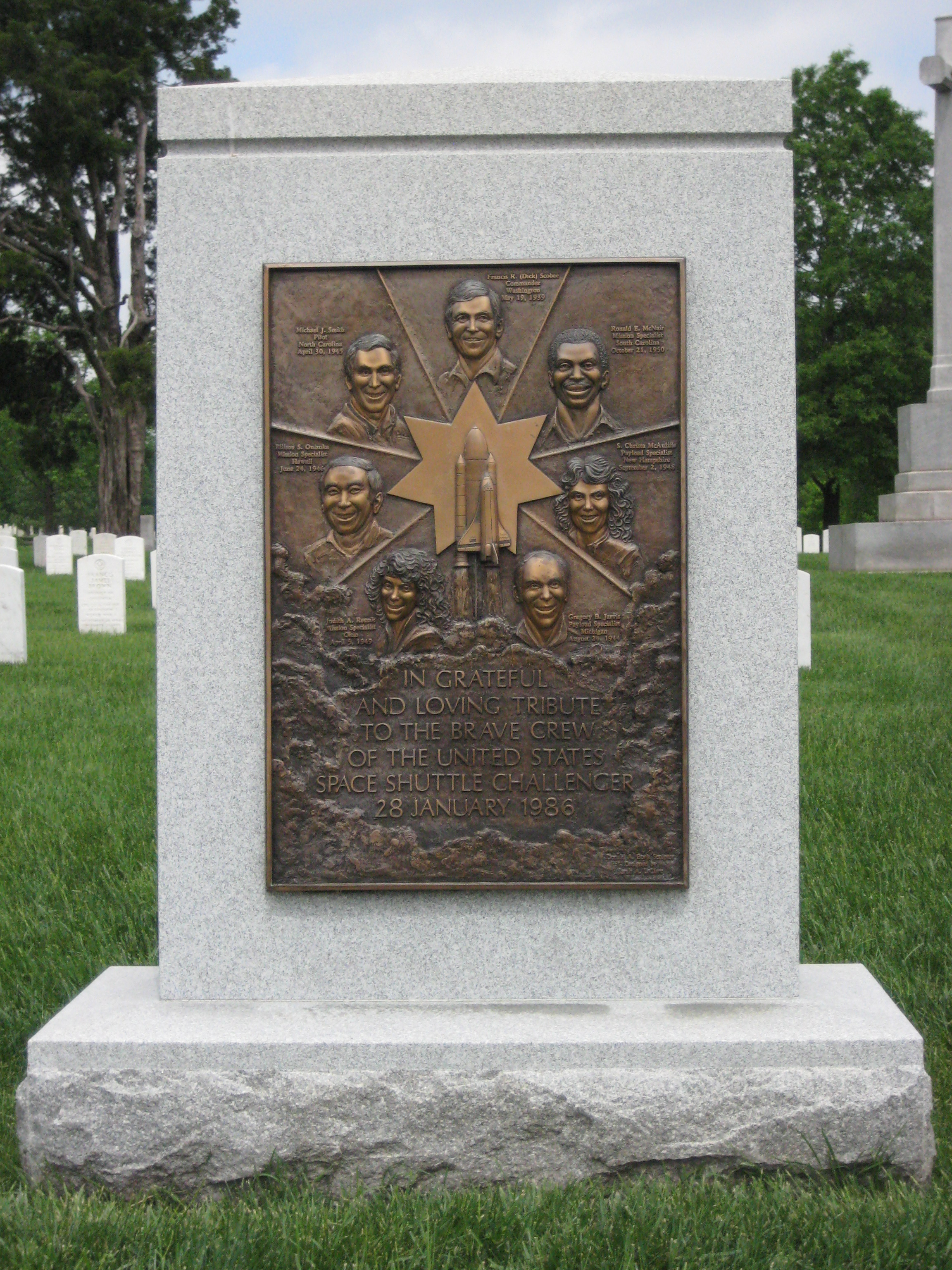
Le Mémorial de la navette spatiale Challenger où des restes sont enterrés au cimetière national d'Arlington.

La nuit de la catastrophe, le président Ronald Reagan devait faire son discours annuel sur l'état de l'Union devant le Congrès. Il annonça initialement que le discours allait se dérouler comme prévu, mais sous la pression, il le reporta d'une semaine et fit à la place un discours sur la catastrophe de Challenger depuis le bureau ovale. Ce discours a été écrit par l'assistante présidentielle Peggy Noonan et finit avec cette citation adaptée du poème High Flight de John Gillespie Magee, Jr. (en) : « Nous ne les oublierons jamais, ni la dernière fois que nous les avons vus, ce matin, quand ils préparèrent leur voyage et dirent au revoir et "rompirent les liens difficiles avec la Terre pour toucher le visage du Créateur" ». Ce discours d'hommage, nommé Challenger Speech est considéré comme l'une des plus importantes prises de parole pour un président américain,,.
Trois jours plus tard, le président Reagan et sa femme Nancy se rendirent au Centre spatial Lyndon B. Johnson où le président prit la parole lors d'une cérémonie honorant les astronautes. Y assistèrent 6 000 employés de la NASA, plus de 4 000 invités, et les familles des disparus. Au cours de la cérémonie, des musiciens de l'United States Air Force ont chanté God Bless America lorsque des Northrop T-38 Talon volèrent au-dessus de la scène, dans la formation traditionnelle « Missing man »,. L'ensemble de la cérémonie a été diffusée en direct sur des réseaux nationaux de télévision.
La ville de Palmdale, site de fabrication de toute la flotte des navettes spatiales américaines, et sa voisine Lancaster en Californie, ont rebaptisé la 10th Street East, de l’avenue de M à la Edwards Air Force Base, la Challenger Way en mémoire de l'accident. C'était la route par laquelle les navettes Challenger, Enterprise et Columbia ont toutes été transportées pour la première fois en direction de l'aéroport de Palmdale (en) à la base aérienne d'Edwards après leur achèvement parce que l'aéroport de Palmdale n'avait pas encore installé une grue permettant leur installation sur un Shuttle Carrier Aircraft (Boeing 747 modifié).

### Cérémonies funéraires

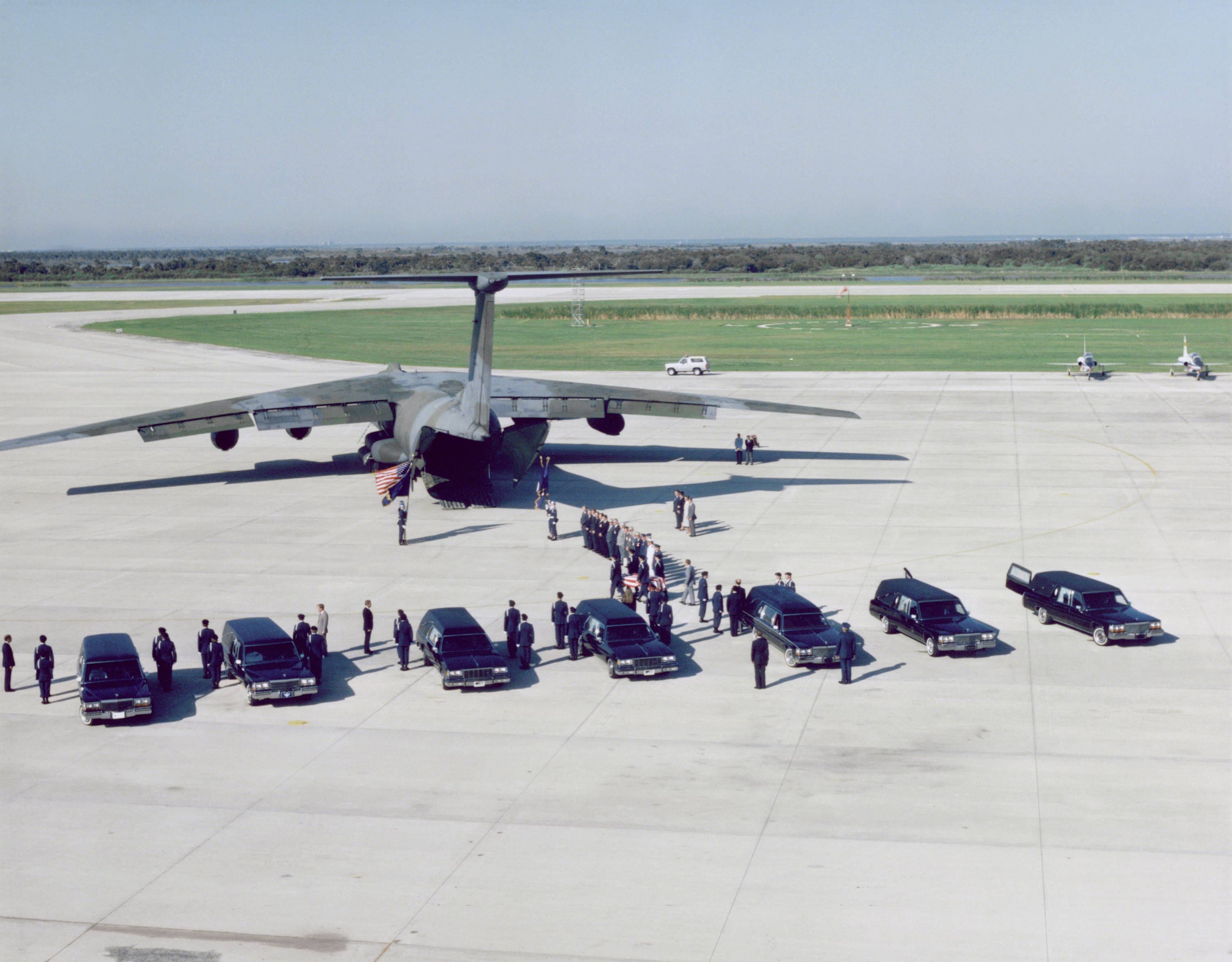
Les restes des membres de l'équipage de Challenger sont transférés dans un C-141 vers la Dover Air Force Base dans le Delaware.

Les restes de l'équipage qui ont été identifiés ont été rendus à leurs familles le 29 avril 1986.
Deux des membres d'équipage, Francis Richard Scobee et Michael J. Smith, ont été inhumés par leurs familles au cimetière national d'Arlington dans des tombes individuelles. Le lieutenant-colonel Ellison Onizuka a été inhumé au National Memorial Cemetery of the Pacific à Honolulu. Christa McAuliffe est enterrée au cimetière de Blossom Hill, situé dans sa ville natale de Concord (New Hampshire). Ronald McNair est enterré au Rest Lawn Memorial Park à Lake City, en Caroline du Sud, avant d'être déplacé au Dr. Ronald E. McNair Memorial Park. Judith Resnik est incinérée et ses cendres sont dispersées dans l'océan. Gregory Jarvis est incinéré et ses cendres sont dispersées dans l'océan Pacifique.
En raison de la dislocation de l'habitacle au contact de l'océan, les corps des astronautes n'étaient pas intacts mais fragmentés, et ont dus être en partie reconstitués. Les restes non identifiés ont été enterrées collectivement au « Mémorial de la navette spatiale Challenger » au cimetière national d'Arlington, le 20 mai 1986.

### Récupération des débris
Dans les premières minutes après l'accident, des tentatives de récupération des débris ont été entreprises par le « Launch Recovery Director » de la NASA, qui a ordonné aux navires utilisés par la NASA pour la récupération des boosters, d'aller au lieu d'impact. Des avions de recherche et sauvetage ont également été sollicités. À ce stade, toutefois, les débris n'étaient pas encore tous tombés, et le « Range Safety Officer » a retenu les avions et les navires hors de la zone d'impact, jusqu'à ce qu'elle soit assez sûre pour qu'ils puissent y entrer. Cette attente dura environ une heure.

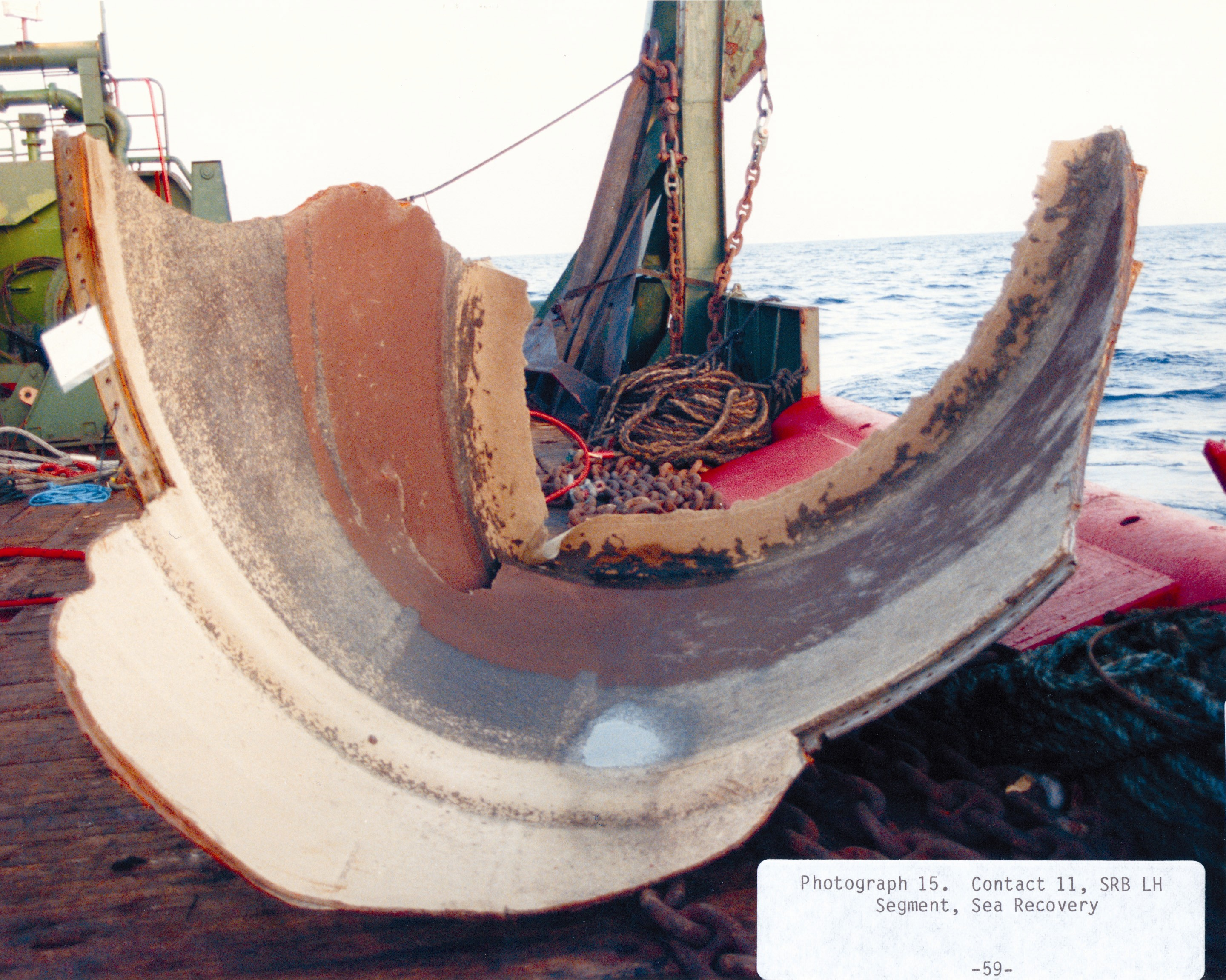
Morceau du SRB gauche récupéré en mer.

Les opérations de recherche qui ont eu lieu dans la semaine qui suivit l'accident de Challenger étaient gérées par le département de la Défense pour le compte de la NASA, avec l'aide des garde-côtes. Il s'agissait le plus souvent de recherches de surface. Selon les garde-côtes, « l'opération a été la recherche la plus large à laquelle ils aient participé ». Cette phase de l'opération a duré jusqu'au 7 février. Par la suite, les recherches ont été gérées par une équipe spécialisée dont l'objectif était de récupérer les débris susceptibles d'aider à déterminer la cause de l'accident. Sonar, plongeurs, submersibles actionnés à distance et submersibles habités (dont le NR-1) ont tous été utilisés au cours de la recherche, qui couvre une zone de 1 600 km2, et ce jusqu'à 370 m de profondeur. Au 1er mai, suffisamment de débris du booster droit ont été repêchés pour déterminer l'origine de l'accident ; la NASA mit donc fin aux grandes opérations de recherche. Cependant, certaines recherches à faible profondeur se poursuivirent, non pas pour l'enquête sur l'accident mais pour récupérer des débris pour une étude de la NASA sur les propriétés des matériaux utilisés dans les engins spatiaux et des lanceurs. L'opération de récupération a permis de récupérer 15 tonnes de débris dans l'océan Atlantique ; mais 55 % de Challenger, 5 % de l'habitacle et 65 % du satellite (cargaison) sont toujours manquants. Déplacés par les courants marins, certains débris ont continué d'arriver au rivage, comme le 17 décembre 1996, près de onze ans après l'accident, lorsque deux grands morceaux de la navette ont été retrouvés à Cocoa Beach. En vertu du Titre 18 du code des États-Unis, Section 641, il est interdit de conserver des débris de Challenger et les pièces découvertes récemment doivent être remises à la NASA.
À bord de Challenger se trouvait un drapeau des États-Unis, baptisé le « drapeau Challenger », et parrainé par la troupe 514 des scouts de Monument (Colorado). Il a été récupéré intact, toujours scellé dans son sac de transport. Un petit morceau de bois a été également retrouvé, relique de l'un des planeurs de l'aviateur australien Bert Hinkler — le deuxième pilote après Charles Lindbergh à avoir traversé l'Atlantique en solitaire. Il avait été offert à l'astronaute Don L. Lind au début de 1986 en signe de reconnaissance pour sa venue à Bundaberg en Australie. Lind avait, à son tour, offert l'objet à Francis Richard Scobee, qui l'avait pris avec lui à bord de Challenger, dans un petit sac en plastique placé dans ses affaires. Après l'explosion, le sac et le morceau de bois ont été récupérés en mer, puis plus tard, retournés à l'Hinkler Memorial Museum de Bundaberg. 

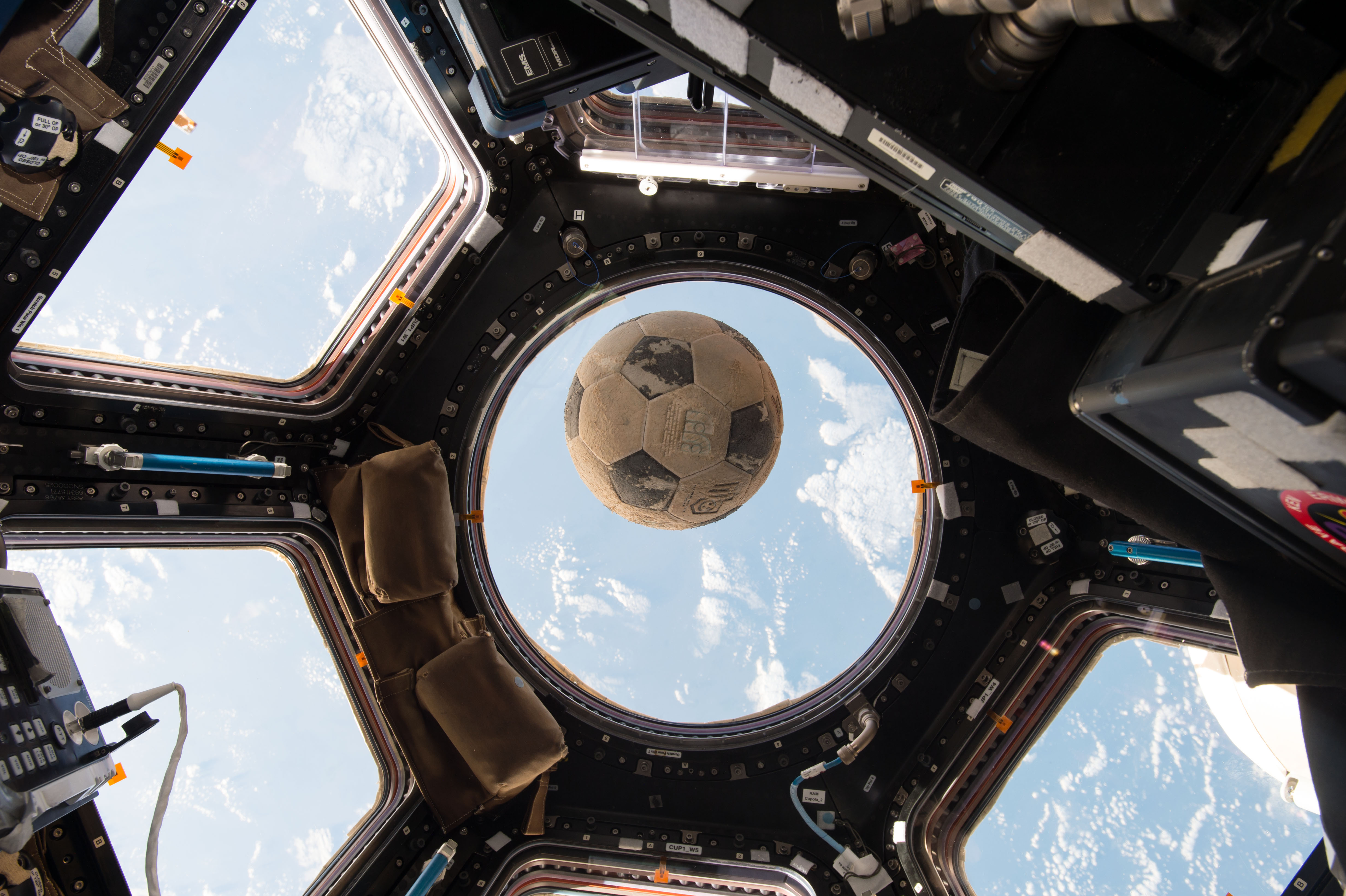
Ballon de football retrouvé intact dans les débris et qui vola vers la station spatiale internationale 30 ans plus tard.

Un ballon est également retrouvé intact dans les débris,. Il appartient à l'astronaute Ellison Onizuka et est signé par l'équipe de football de la Clear Lake High School dont sa fille, Janelle, est membre. Figure également dessus le message « Good Luck, Shuttle Crew! » (littéralement « bonne chance, équipage de la navette ! »). Rendu à la famille, il retourne à l'école et est exposé avec divers trophées. Oublié, il vieillit pendant de nombreuses années, les inscriptions s'effaçant avec le temps. Ce n'est que 30 ans plus tard que Karen Engle, directrice de l'école, apprend l'existence de ce ballon et son histoire. Il n'était accompagné d'aucune plaque commémorative,. Le ballon est finalement remis le 28 janvier 2016 à l'astronaute Robert Shane Kimbrough qui l'a emmené dans la station spatiale internationale, et dont le fils étudie à cette école,. Fait du hasard, la date de remise correspond exactement au trentième anniversaire de la tragédie. Le 19 octobre 2016, le ballon s'envole donc avec l'équipage de la mission Expédition 49,. Il revient sur Terre le 10 avril 2017 après avoir passé 173 jours dans l'espace. Il est de nouveau exposé, mais cette fois mieux mis en avant, à la Clear Lake High School,.
En novembre 2022, le plus gros débris connu de la navette est découvert au fond de l'océan au large des côtes de la Floride. Il s'agit d'un bloc du bouclier de protection thermique partiellement enseveli mais d'une taille d'au moins 4,5 m de côté. Le débris est découvert par deux plongeurs qui cherchaient les vestiges d’un avion de la seconde guerre mondiale, disparu mystérieusement dans le triangle des Bermudes .

## Enquête de la Commission Rogers
La commission présidentielle sur l'accident de la navette spatiale Challenger (anglais : Presidential Commission on the Space Shuttle Challenger Accident), également connue sous le nom de « Commission Rogers » (d'après le nom de son président), a été constituée pour enquêter sur la catastrophe. Elle a travaillé pendant plusieurs mois et a publié un rapport de ses constatations.

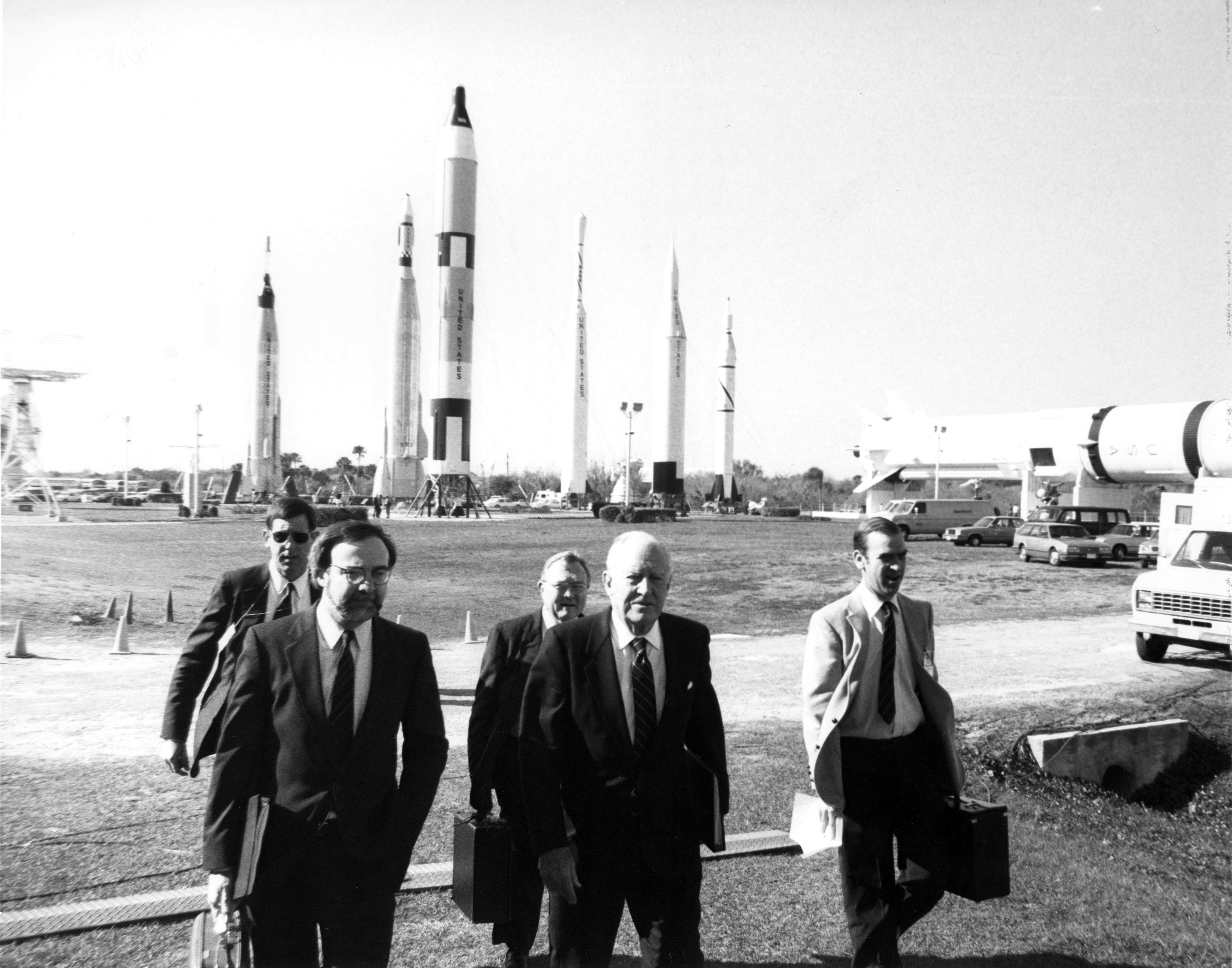
Les membres de la Commission Rogers arrivent au Centre spatial Kennedy.

Les membres de la commission étaient l'ancien Secrétaire d'État des États-Unis William P. Rogers (président), les astronautes Neil Armstrong (vice-président) et Sally Ride, l'avocat David Acheson (en), les spécialistes de l'aviation Eugene Covert (en) et Robert Hotz, les physiciens Richard Feynman, Albert Wheelon et Arthur B. C. Walker, Jr., l'ancien général de l'Air Force Donald J. Kutyna, Robert Rummel, Joe Sutter et le pilote d'essai Chuck Yeager.
Elle a constaté que l'accident de Challenger a été causé par une défaillance de l'étanchéité des joints toriques dans la partie arrière du propulseur d'appoint à poudre droit, ce qui a permis aux gaz chauds sous pression puis aux flammes d'endommager le joint torique et d'entrer en contact avec le réservoir externe adjacent, provoquant une rupture de la structure. La défaillance des joints toriques a été attribuée à un défaut de conception, car leur action pouvait être trop facilement compromise par des facteurs incluant une basse température le jour du lancement. Plus généralement, le rapport a également examiné les causes de l'accident, notamment l'échec de la NASA et de son fournisseur, Morton Thiokol, à répondre de manière adéquate aux vices de conception. Ceci a conduit la Commission Rogers à conclure que la catastrophe de Challenger était un accident ayant des causes anciennes.
Le rapport a également vivement critiqué le processus de décision qui a conduit au lancement de Challenger, en affirmant qu'il était entaché de graves irrégularités. Le rapport publie des preuves montrant que les responsables de la NASA n'étaient pas au courant des doutes initiaux de Thiokol au sujet des effets du froid sur les joints toriques, et ne comprenaient pas que Rockwell considérât la grande quantité de glace présente sur l'aire de décollage comme une contrainte majeure au décollage.
Le rapport se conclut par : « [Ces] échecs dans la communication […] ont abouti au fait que la décision de lancer le 51-L était basée sur des informations incomplètes et parfois trompeuses. Un conflit entre les données d'ingénierie et les choix de gestion ainsi que la structure de management de la NASA, ont permis que les problèmes de sécurité internes au vol passent outre les décisions de personnes chargées du vol. »

### Rôle de Richard Feynman

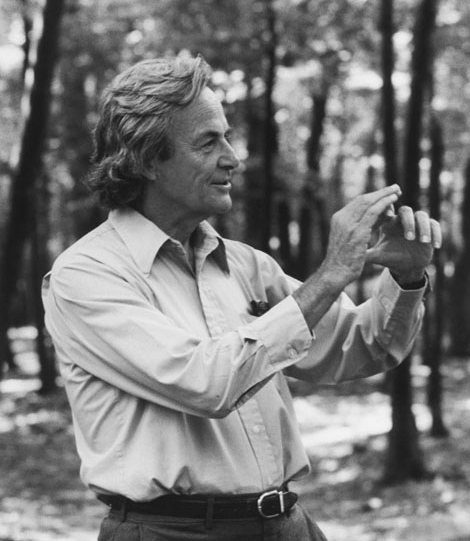
Richard Feynman en 1984.

L'un des membres le plus connu de la Commission était le physicien Richard Feynman. Son style d'enquête avec ses propres méthodes, plutôt directes, et dédaignant les procédures de la Commission, l'a amené à un désaccord avec Rogers, qui jadis a commenté : « Feynman est en train de devenir un vrai problème ». Au cours d'une audience télévisée, Feynman montra comment les joints toriques deviennent moins résistants et sujets à des défaillances à basse température en immergeant un échantillon du matériau dans un verre d'eau glacée.

« J'ai pris ce qui composait le joint et je l'ai mis dans l'eau glacée. J'ai découvert que soumis à une pression, celle-ci étant relâchée, il ne revenait pas à son état de départ, il gardait la même taille. En d'autres termes, pendant au moins quelques secondes, et plus en fait, il n'y avait plus d'élasticité de ce matériau pour une température de 0 °C »

— Richard Feynman
Feynman était tellement critique à l'égard des déficiences de la « culture de la sécurité » de la NASA, qu'il a menacé de retirer son nom du rapport si celui-ci n'incluait pas ses observations personnelles sur la fiabilité de la navette ; elles figurent à l'annexe « F »,. Dans cette annexe, il a fait valoir que les estimations de fiabilité données par la NASA étaient largement irréalistes et différaient considérablement des estimations des ingénieurs. Il conclut : « Pour qu'une technologie soit couronnée de succès, la réalité doit prendre le dessus sur les relations publiques, car on ne peut pas tromper la nature ».
Dans son livre What Do You Care What Other People Think? de 1988, Feynman indique qu'il pense avoir été manipulé : il a d'abord cru qu'il faisait par lui-même des découvertes au sujet des problèmes de la NASA, mais a ensuite compris que la NASA ou des contractuels, dans un effort anonyme pour attirer l'attention sur ces problèmes, l'ont sûrement aiguillé vers les preuves aboutissant aux conclusions du rapport publié plus tard.

## Auditions de la Commission d'enquête du Sénat

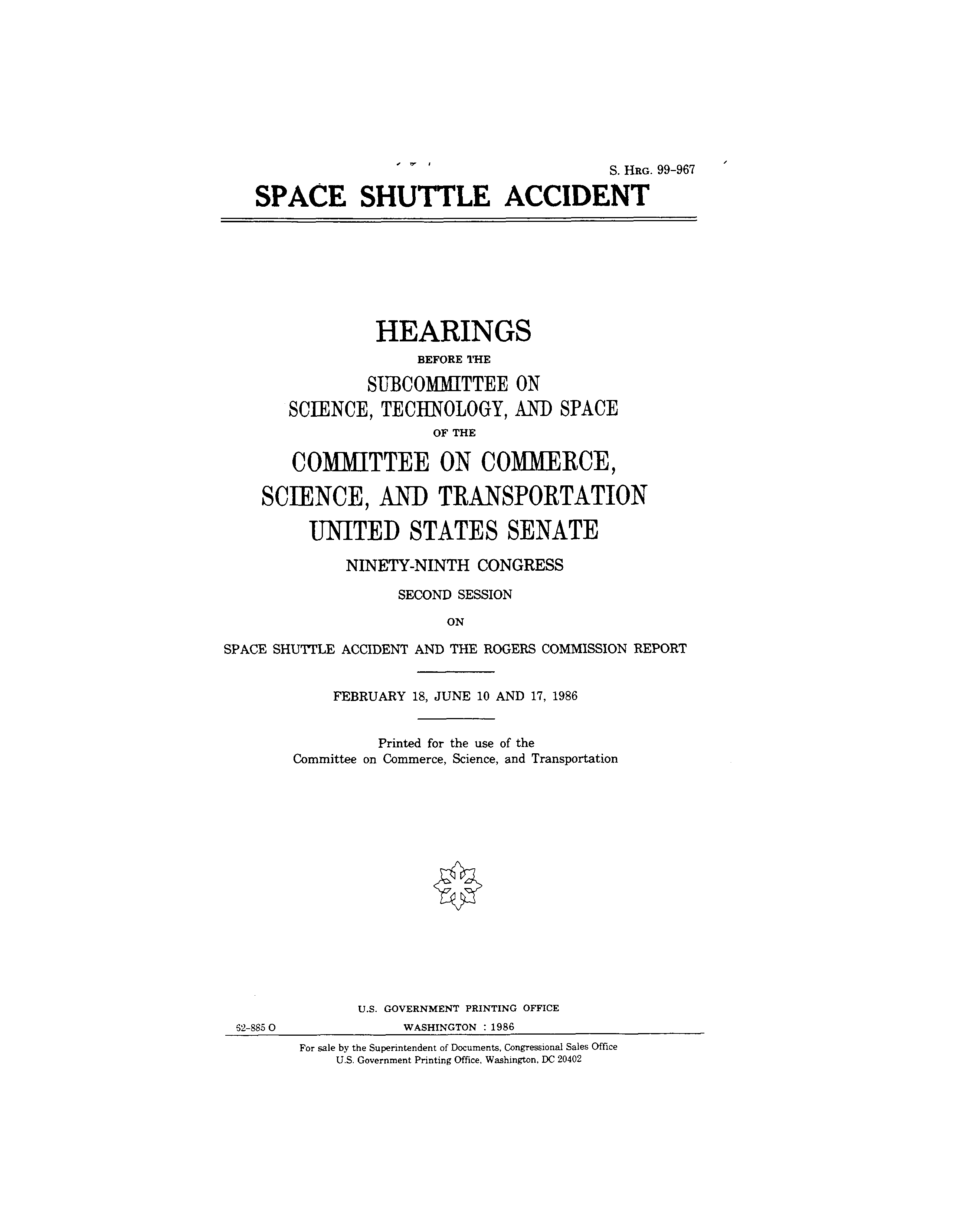
Page de couverture du rapport de la commission Rogers.

La Commission d'enquête du Sénat pour la science et la technologie (conduite par la United States House Committee on Science, Space, and Technology) a aussi mené des auditions le 29 octobre 1986, puis publié son propre rapport sur l'accident de Challenger. Ce comité a passé en revue les conclusions de la Commission Rogers dans le cadre de son enquête, et a conclu comme elle quant aux causes techniques de l'accident. Cependant, elle diffère de la commission Rogers dans son évaluation des causes de l'accident :

« [...] le Comité estime que le problème sous-jacent qui a conduit à l'accident de Challenger n'était pas une mauvaise communication ou des procédures inadéquates comme décrit dans la conclusion de la Commission Rogers. Le problème de fond était plutôt lié une mauvaise prise de décisions techniques, sur une période de plusieurs années, par la NASA et le personnel des entreprises sous contrat, qui n'ont pas réussi à agir de manière décisive pour résoudre les plus graves anomalies dans les joints du propulseur d'appoint à poudre. »

## Réactions de la NASA
Après l'accident de Challenger, les vols de navette ont été suspendus en attendant les résultats de l'enquête de la Commission Rogers. En 1967, la NASA mena elle-même une enquête interne sur l'incendie d'Apollo 1. Mais après Challenger, ses actions ont été limitées par les avis d'organismes extérieurs. La Commission Rogers émit neuf recommandations pour l'amélioration de la sécurité dans le programme de la navette spatiale et le président Reagan exigea de la NASA un rapport sous trente jours sur la façon dont l'agence envisageait de les mettre en œuvre.

Insigne de la dernière mission de Columbia.

Conformément à la recommandation de la commission, la NASA a décidé la refonte totale des propulseurs d'appoint à poudre et d'en donner la supervision à un groupe de contrôle indépendant. Le contrat de la NASA avec Morton Thiokol, fournisseur responsable des boosters, comprenait une clause selon laquelle, en cas de défaillance conduisant à « la perte de vie ou de la mission », Thiokol perdrait 10 millions de dollars sur les honoraires prévus et porterait formellement de manière officielle la responsabilité juridique de la défaillance. Cependant, après l'accident de Challenger, Thiokol a « volontairement accepté » la sanction pécuniaire en échange de ne pas devoir endosser la responsabilité de l'accident.
La NASA a également créé un nouveau « Bureau de sécurité, de fiabilité et de l'assurance qualité », dirigé, comme le recommandait la commission, par un administrateur adjoint de la NASA rendant compte directement à l'administrateur de la NASA. George Martin, ancien de Martin Marietta, a été nommé à ce poste. L'ancien directeur de vol de Challenger Jay Greene est devenu chef de la « Division de la sécurité » de la direction.
Le calendrier de lancement, très optimiste et irréaliste, suivi par la NASA, a été critiqué par la Commission Rogers comme une possible cause contribuant à l'accident. Après l'accident, la NASA a tenté de s'approcher d'un niveau plus réaliste de fréquence des vols : elle a ajouté une autre navette à sa flotte, Endeavour, en vue de remplacer Challenger, et l'agence a travaillé avec le département de la Défense des États-Unis en vue de mettre en orbite plusieurs satellites au moyen de lanceurs plutôt que de navettes. En août 1986, le président Reagan a également annoncé que la navette ne pourrait plus assumer les charges utiles des satellites commerciaux. Après trente-deux mois d'interruption, la navette de la mission suivante, STS-26, a été lancée le 29 septembre 1988.
Bien que d'importants changements aient été apportés par la NASA après l'accident de Challenger, de nombreux commentateurs ont fait valoir que l'évolution de sa structure de gestion et de la culture organisationnelle n'était ni profonde ni durable. Après l'accident de la navette spatiale Columbia en 2003, l'attention fut une nouvelle fois mise sur l'attitude de la NASA dans la gestion des problèmes de sécurité. Le Columbia Accident Investigation Board (CAIB) conclut que la NASA n'avait pas réussi à tirer toutes les leçons de Challenger. En particulier, l'agence n'avait pas mis en place un véritable bureau indépendant pour la supervision de la sécurité ; le CAIB a estimé que dans ce domaine, « la réponse de la NASA à la Commission Rogers ne satisfaisait pas les attentes de la Commission ». Le CAIB a estimé qu' « il n'a pas été remédié aux causes de l'échec institutionnel responsable de Challenger » et que le même « processus de prise de décisions erronées » qui a abouti à l'accident de Challenger a été responsable de la destruction de Columbia dix-sept ans plus tard.

## Impact de l'accident
L'accident de Challenger et l'interruption du programme des navettes spatiales durant 32 mois eut un impact considérable sur le marché des lancements commerciaux, alors en plein essor. Alors que, jusque là, la navette spatiale occupait une position dominante, notamment grâce à un dumping sur les prix du lancement, elle perdit sa position au profit du lanceur européen Ariane, qui occupa la moitié du marché jusqu'à l'arrivée du concurrent SpaceX et de ses lanceurs réutilisables Falcon 9 et Falcon Heavy.

### Couverture médiatique
Bien que la présence de l'enseignante du New Hampshire Christa McAuliffe dans l'équipage de Challenger ait suscité l'intérêt de certains médias, il y eut peu de couverture en direct du lancement. La seule couverture nationale en direct a été réalisée par la Cable News Network (CNN). Toutefois, après l'accident, 17 % des personnes interrogées dans une enquête ont indiqué qu'elles avaient vu le lancement de la navette, alors que 85 % ont dit avoir appris l'accident moins d'une heure après. Comme les auteurs de l'étude le remarquent : « Deux enquêtes seulement ont révélé une diffusion plus rapide [de l'information] ». L'une portait sur la diffusion de l'information à Dallas après l'assassinat de John F. Kennedy, tandis que l'autre concernait la propagation parmi les étudiants de l'université d'État de Kent de la nouvelle de la mort de Franklin Delano Roosevelt. Une autre étude a noté que « même les gens qui ne regardaient pas la télévision au moment de la catastrophe étaient presque certains de voir les images de l'accident car les réseaux de télévision rapportèrent l'histoire presque en continu pendant le reste de la journée ». Les enfants étaient encore plus susceptibles que les adultes d'avoir vu l'accident en direct, puisque beaucoup d'entre eux (48 % des neuf à treize ans, selon un sondage du The New York Times) regardaient le décollage dans leur école.
Le lendemain de l'accident, l'intérêt de la presse est resté élevé. Alors que seuls 535 journalistes ont été accrédités pour couvrir le lancement, trois jours plus tard, ils étaient 1 467 au centre spatial Kennedy et 1 040 au centre spatial Johnson. L'accident a fait les gros titres des journaux du monde entier.
L'épisode final de la série télévisée américaine pour enfants Punky Brewster, diffusé trois semaines après la catastrophe, a pris l'accident pour thème. Avec notamment une apparition de l'astronaute Buzz Aldrin, l'épisode fut réalisé dans le but, « si possible, [d']aider certains […] enfants à […] se frayer un chemin à travers ce genre d'expérience ».

### Étude de cas dans la formation
L'accident de Challenger a souvent été utilisé comme étude de cas dans des formations liées à la sécurité de l'ingénierie, l'éthique de la délation, les communications et la prise de décisions en groupe. Ce cas a fait partie des lectures obligatoires des ingénieurs en licence professionnelle au Canada et dans d'autres pays. Roger Boisjoly, l'ingénieur qui avait alerté à propos de l'effet du froid sur les joints toriques, a quitté son emploi chez Morton Thiokol et est devenu conférencier sur l'éthique en milieu professionnel. Il fait valoir que la réunion des responsables de Morton Thiokol qui aboutit à la recommandation de procéder au lancement « constituait un forum contraire à l'éthique résultant de l'intense intimidation du client ».
L'ingénieur en design de l'information Edward Tufte a utilisé l'accident de Challenger comme illustration des problèmes qui peuvent survenir lorsque l'information est présentée sous une forme imprécise. Il fait valoir que, si les ingénieurs de Morton Thiokol avaient présenté plus clairement les données qu'ils avaient sur la relation entre le froid et l'altération des joints sur les propulseurs d'appoints à poudre, ils auraient réussi à persuader les responsables de la NASA d'annuler le lancement. Tufte a également fait valoir que la mauvaise présentation de l'information peut avoir affecté les décisions de la NASA lors de l'accident de la navette spatiale Columbia le 1er février 2003.

## Documentaires télévisés
- La navette Challenger, 18e épisode de la 3e saison de La Minute de vérité sur National Geographic Channel et sur Direct 8.

- Challenger, The Final Flight (Le dernier vol de la navette Challenger) - Documentaire  sorti en septembre 2020 sur la plateforme Netflix. Grâce à des témoignages et des images de l’époque, il retrace l'histoire tragique du premier et dernier vol de la navette [63].